# 하인츠 요스트

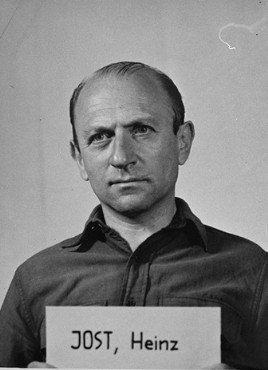
Heinz Jost

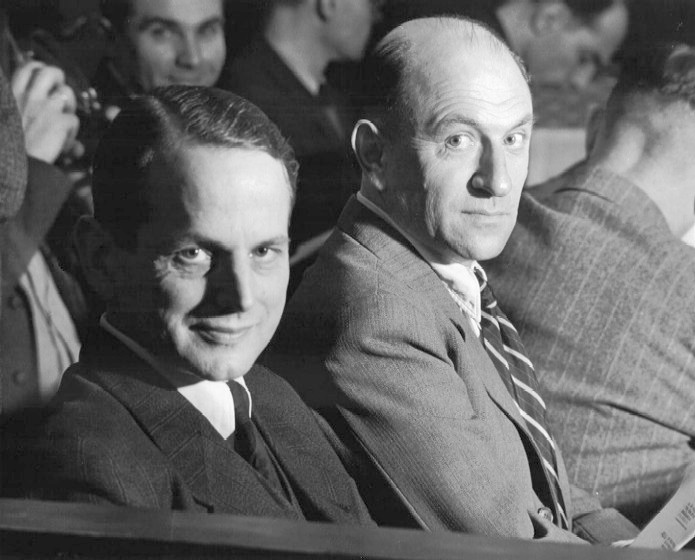
오토 올렌도르프 (앞) 와 하인츠 요스트 (안쪽). 1948년 2월, 뉘른베르크 재판의 특수 임무 부대 재판

하인츠 요스트(Heinz Jost, 1904년 7월 9일, 홈베르크 (에프체)-홀츠하우젠 (헤센) ~ 1964년 11월 12일, 베르크슈트라세, 벤스하임 (헤센))는 친위대 소장 (SS Brigadeführer) 및 경찰 소장이다. 요스트는 또 나치의 보안 경찰 (SD)의 고급 관리이기도 했다. 요스트는 제국보안본부 (Reichssicherheitshauptamt, RSHA)의 제6국 (Office VI)의 수장으로서 첩보 활동에 관련하였으며, 그는 또 1942년 3월부터 동유럽에서 실행된 살인특무부대 A (Einsatzgruppe)의 대량 학살을 담당하였다.

## 생애
요스트는 1904년, 헤센 북부의 홈베르크 (Homberg)에서 약제사의 아들로 태어났다. 벤스하임 (Bensheim)에서 김나지움을 다녔으며, 1923년 졸업하였다. 기센과 뮌헨의 대학교에서 법학과 경제학을 배웠고, 1927년 5월에 공무원 시험에 합격하였다. 요스트는 후에 지방 법원에서 근무하였다.
1928년 2월, 요스트는 나치당에 입당하였고, 1930년부터 헤센에서 변호사로 독립 개업하였다. 1933년 3월, 나치당의 권력 장악 뒤에는 보름스에서 경찰 감독관, 그 다음에는 기센에서 경찰 감독관에 임명되었다. 이 시기에 와서부터 베르너 베스트와 제휴하여, 요스트는 나치의 주요 경찰이자 정보국으로, 일반적으로 SD라고 하는 보안대 (Sicherheitsdienst) 에 영입되었다. 그는 해외 첩보를 담당하는 제3국의 국장에 임명되었고, 1938년에 점령된 체코슬로바키아에서 특별 행동 부대인 "살인 특무 부대 드레스덴" (Einsatzgruppe Dresden)의 수장이 되었다. 1939년 8월, 글라이비츠 방송국 공격 사건 당시에는 폴란드 군복을 얻는 역할을 맡았다. 제국보안본부 (Reichssicherheitshauptamt, RSHA) 가 조직되었을 때, 요스트는 해외 첩보를 담당하는 제6국의 국장이 되었다. 1939년 독일의 폴란드 침공 당시에서는 친위대 장교로 일하였다.
1942년 3월, 동부 전선의 무장 경찰 기동대 A (Einsatzgruppe A)의 사령관 프란츠 발터 슈탈레커 (Franz Walter Stahlecker) 가 유격대에 사살되면서, 이를 대신해 요스트가 무장 경찰 기동대 A의 사령관에 임명되었다. 제6국 국장의 지위는 발터 셸렌베르크 (Walter Schellenberg) 에 넘기고, 요스트는 동부 전선으로 향해 유대인 총살을 지휘하였다. 그는 라트비아의 리가에서 보안 경찰 및 보안대의 사령관 (Befehlshaber der Sicherheitspolizei und des SD, 약칭 BdS) 이 되었고, 그 후에는 건강이 악화되어 제국보안본부에서 설 자리를 잃었다. 1945년 1월, 하인리히 힘러의 결정으로 요스트는 친위대 (SS)에서 제외되고, 연금도 받지 못하게 되었다.
1945년 5월, 미군에 체포되어 1948년, 다른 무장경찰기동대 (Einsatzgruppe)의 지휘관들과 함께 뉘른베르크 부속 재판의 무장 경찰 기동대 재판에 기소되었다. 종신형을 선고 받았으나, 1951년에 가석방되었고, 그 다음에는 부동산 중개사로 여생을 보냈다. 1964년, 벤스하임에서 사망하였다.

## 참조
- Heinz Höhne: Der Orden unter dem Totenkopf. München, Goldmann, 1967. ISBN 3-572-01342-9
- Helmut Krausnick / Hans-Heinrich Wilhelm: Die Truppe des Weltanschauungskrieges. Stuttgart, DVA, 1981. ISBN 3-421-01987-8
- Michael Wildt: Generation der Unbedingten – Das Führungskorps des Reichssicherheitshauptamtes. Hamburg, Hamburger Edition, 2003. ISBN 3-930908-75-1